# Heinrich Gottlieb Ludwig Reichenbach
Heinrich Gottlieb Ludwig Reichenbach (Leipzig, 8 januari 1793 – Dresden, 17 maart 1879) was een Duits natuuronderzoeker (zoöloog en botanicus).

## Biografie

### Studietijd
Hij was de zoon van Johann Friedrich Jakob Reichenbach, conrector aan de Thomasschule in Leipzig en auteur van het in 1818 verschenen eerste Grieks-Duits woordenboek. Ook zijn eigen zoon Heinrich Gustav Reichenbach was botanicus, onderzoeker van orchideeën.
Reichenbach studeerde in 1810 af in de geneeskunde en de natuurlijke historie aan de Universiteit Leipzig, waar hij in 1815 tot doctor in de natuurwetenschappen en in 1817 tot doctor in de geneeskunde promoveerde.

### Hoogleraar
Hij verkreeg in 1818 het recht om te doceren en werd in hetzelfde jaar buitengewoon hoogleraar. In 1820 werd hij gewoon hoogleraar in de natuurlijke historie aan de faculteit der geneeskunde in Dresden. Reichenbach was daar tot 1862 werkzaam. Hij was tegelijkertijd ook directeur van het zoölogisch museum (Museum für Tierkunde) in de Zwinger. Daarnaast leidde hij de door hemzelf opgerichte botanische tuin (Botanischer Garten der Technischen Universität Dresden).

## Werk en nalatenschap
Reichenbach was van 1836 tot 1866 voorzitter van "Isis“, het meest gerenommeerde natuurwetenschappelijk gezelschap in Dresden. In 1834 werd op zijn initiatief de "Dresdener Tierschutzverein“ (vereniging ter bescherming der dieren) opgericht die net als "Isis“ nog steeds bestaat.
Reichenbach maakte zich verdienstelijk in de wetenschap van de flora en de fauna in zijn serie publicaties. Hij streefde een natuurlijke indeling van de soorten na. In 1828 richtte hij het gezelschap voor botanie en tuinbouw "Flora" op waarin hij tot 1843 als bestuurder actief was.
Tot zijn bekendste werken behoort zijn Vollständige Naturgeschichte der Säugetiere und Vögel ("volledige natuurlijke historie van de zoogdieren en vogels"). Zowel zijn botanische als zoölogische werken zijn geïllustreerd met kwalitatief goede afbeeldingen, die voor een deel door hem zelf werden getekend.
Hij beschreef 115 vogelgeslachten, 14 vogelsoorten en 30 ondersoorten. Als eerbetoon is de wetenschappelijke naam van het donkersporig bosviooltje (Viola reichenbachiana Jord. ex Bor.) naar hem vernoemd (een zogenaamd eponiem).

### Publicaties
- Flora germanica excursoria (1830–32, 2 delen)
- Flora exotica (1834–36)
- Flora germanica exsiccata (1830–45)
- Übersicht des Gewächsreichs und seiner natürlichen Entwickelungsstufen (1828)
- Handbuch des natürlichen Pflanzensystems (1837)
- Das Herbarienbuch (1841)
- Abbildung und Beschreibung der für Gartenkultur empfehlenswerten Gewächse (1821–26, met 96 afbeeldingen)
- Monographia generis Aconiti (1820,10 afbeeldingen)
- Illustratio specierum Aconiti generis (1823–27, met 27 afbeeldingen)
- Iconographia botanica s. plantae criticae (1823-1832, 1000 afbeeldingen)
- Iconographia botanica exotica (1827–30)
- Regnum animale (1834–36, met 79 afbeeldingen)
- Deutschlands Fauna (1842, 2 delen)
- Vollständigste Naturgeschichte des In- und Auslandes (1845–54, 2 secties in 9 delen, met meer dan 1000 afbeeldingen)

- Bibsys: 2125333
- Bibliothèque nationale de France: cb10726495v (data)
- Author citation (botany): Rchb.
- CiNii: DA01835200
- Stuttgart Database of Scientific Illustrators 1450–1950: 4493
- Gemeinsame Normdatei: 115358471
- International Standard Name Identifier: 0000 0000 8083 1242
- Library of Congress Control Number: n87133744
- Nationale Bibliotheek van Tsjechië: mzk2010574578
- Nationale bibliotheek van Australië: 35206719
- Nationale Bibliotheek van Israël: 987007273299005171
- Nederlandse Thesaurus van Auteursnamen: 217014526
- Réseau des bibliothèques de Suisse occidentale: 02-A000136551
- RKD-Nederlands Instituut voor Kunstgeschiedenis: 336933
- LIBRIS: 86495
- SNAC: w6hn2p3d
- Système universitaire de documentation: 076140253
- Museum of New Zealand Te Papa Tongarewa: 50694
- Trove: 864973
- Union List of Artist Names: 500053497
- Virtual International Authority File: 3198169
- WorldCat: E39PBJjt6X8PdMPbDcGFRTYtrq